# Mauricio Victorino
Mauricio Bernardo Victorino Dansilo (Montevidéu, 11 de outubro de 1982) é um ex-futebolista uruguaio que atuava como zagueiro. Defendeu a Seleção Uruguaia de Futebol na Copa do Mundo FIFA de 2010.

## Clubes
Começou sua carreira nas divisões de base do clube Progreso, se transferindo logo para o Nacional, onde já tinha passagem de sucesso seu tio Waldemar Victorino. Estreou na Primeira Divisão no clube Club Plaza Colonia de Deportes, da cidade Colonia del Sacramento. Depois foi cedido por empréstimo ao Nacional, onde conquistou dois campeonatos nacionais, em 2005 e 2005–06. Com boas apresentações, conseguiu uma transferência para o futebol mexicano no Veracruz, onde permaneceu até o primeiro semestre de 2007 quando retornou ao Nacional, assumindo titularidade absoluta no Campeonato Uruguaio de 2008–09, onde conquistou mais um título com o time Tricolor, tendo grande destaque também na Copa Libertadores 2009, onde o Nacional chegou às semifinais do torneio.

### Universidad de Chile
Com estas últimas atuações fizeram o técnico do Universidad de Chile, José Basualdo indicá-lo para compor o grupo que disputaria o Clausura 2009 do Chile e a Copa Sul-americana do mesmo ano. Victorino assinou contrato por quatro anos com possibilidade de renovação ao término do segundo ano, La "U" desembolsou US$ 850 mil pela totalidad de seu passe chegando a um acordo com o jogador e ao mesmo tempo o fazendo rejeitar ofertas da Argentina, Brasil, e Italia; a justificativa de seu representante para a escolha, Waldemar Victorino, era que no Chile iria obter mais tranquilidade e estabilidade econômica que no resto da América do Sul, ao desembarcar no Chile em 1 de agosto como estava planejado declarou aos meios de comunicação: "Estou muito contente com tudo. Chego a uma grande equipe que deverá ser bicampeã e agora vem o desafio de jogar a Sul-americana o que é algo muito bonito para todos os jogadores".
Mauricio Victorino estreou pela Universidad de Chile em 4 de Agosto de 2009, sendo titular e mostrando um bom futebol contra o Deportivo Cali pela Copa Sul-americana, partida ganha por la U, 2-1.
Em 30 de setembro o Universidad de Chile enfrentou o jogo de volta contra o Internacional de Porto Alegre, pela Copa Sul-americana jogo em que Victorino salvou em diversas ocasiões a grande área universitária que eliminaria nesse partido o Internacional, edição 2009 da copa. 
Posteriormente U. de Chile caiu nas quartas para Fluminense.
No entanto foi com a chegada do também uruguaio, Gerardo Pelusso, que "Mauri" se tornou uma das peças chaves do esquema de La U. 
A partir de 2010 com Pelusso no comando do "U", atingiu projeção internacional, sendo Victorino um dos pilares fundamentais do time, ganhando apelidos de "El Patrón de la Defensa" e "El Espartano Azul" pela torcida de "Los de Abajo", barra oficial do clube, e conseguindo marcar 2 gols na Copa Libertadores 2010. Uma campanha irretocável para que o Universidad de Chile" chegando as semifinais, e garantido espaço entro as quatro melhores equipes das Américas. Seu último gol por "La U" foi em um amistoso contra o Universidad de Concepción, onde marcou um gol de fora da área.
Em julho de 2010 o clube mexicano Monterrey ofereceu U$S 5.000.000 pelo zagueiro uruguaio, no entanto o clube chileno recusou a oferta.

### Cruzeiro
Em fevereiro de 2011, depois de uma longa negociação iniciada em dezembro do ano anterior, de negativas por parte da diretoria universitária, e de insistentes pedidos por parte de Victorino e seu procurador Sergio Irigoitia, além dos supostos interesses de Grêmio, Vasco da Gama e Atlético de Madrid, conseguiu transferência para a esquadra de Belo Horizonte. A equipe brasileira negociou US$2 milhões por 100% do passe do jogador. No Cruzeiro, o jogador reencontrou Walter Montillo, com quem já havia jogado na edição 2010 da Copa Libertadores da América em seu ex-clube Universidad de Chile.
Victorino estreou pelo Cruzeiro na primeira partida da equipe na Copa Libertadores da América de 2011, na goleada por 5 a 0 contra o Estudiantes De La Plata. O jogador teve uma boa atuação, sendo elogiado pelo então treinador Cuca.
No ano de 2012 foi pouco utilizado devido a constantes lesões durante a temporada. Foi Campeão Brasileiro em 2013 sem atuar em nenhum partida pelo Cruzeiro durante o campeonato, também devido a convivência com várias contusões. 

### Palmeiras
Em janeiro de 2014 chegou ao Palmeiras por empréstimo de um ano. Fez sua estreia contra a Fiorentina pela Copa EuroAmericana de 2014 ao entrar no segundo tempo da partida onde o Palmeiras venceu a Fiorentina e se sagrou campeão do torneio. Devido as contusões constantes, acabou jogando poucas partidas e foi dispensado no fim de 2014.

### Independiente
Após várias lesões durante sua passagem no Brasil pelas equipes do Cruzeiro e Palmeiras, Victorino acertou com o Independiente.

## Seleção nacional
Estreou pela Seleção Uruguaia principal em 27 de setembro de 2006 em partida amistosa contra a Venezuela.
Em março de 2011, ao ser convocado para dois jogos amistosos pela seleção, Victorino pediu despensa da segunda partida, contra a Irlanda, para poder defender o Cruzeiro em jogo válido pela Copa Libertadores, contra o Guarani do Paraguai.

## Títulos
Nacional
- Campeonato Uruguaio: 2005, 2005–06 e 2008–09
- Liguilla Pré-Libertadores da América: 2008

Cruzeiro
- Campeonato Mineiro : 2011[11]
- Campeonato Brasileiro: 2013

Seleção Uruguaia
- Copa América: 2011

### Outras Conquistas
Palmeiras
- Taça Julio Botelho: 2014